# Martina Stöhr
Karin Martina Linnéa Stöhr, född 21 november 1966 i Tidaholm i dåvarande Skaraborgs län, är en svensk regissör, manusförfattare, produktionsledare och inspelningsledare.
Stöhr har producerat större svenska filmer som Om Gud vill (2006), Cornelis (2010) och Stockholm Stories (2014). Hon har skrivit manus till bland andra Misa mi (2003) och Om Gud vill och varit inspelningsledare i bland annat Önskas (1991), Änglagård (1992) och Jönssonligan & den svarta diamanten (1992). Hon är bosatt i Stockholm tillsammans med Linus Torell och tre barn.

## Filmografi

### Inspelningsledare
- 1991 – Ingas metamorfoser
- 1991 – Sent i mars
- 1991 – Änglaspel
- 1991 – Önskas
- 1992 – Jönssonligan & den svarta diamanten
- 1992 – Änglagård

### Manus
- 1996 – Dessa dagar
- 2003 – Misa mi
- 2006 – Om Gud vill

### Producent
- 2006 – Om Gud vill
- 2010 – Cornelis
- 2011 – Soffan
- 2013 – Rum 301
- 2014 – Stockholm Stories
- 2020 – Hamilton (TV-serie)
- 2023 – Kapningen (TV-serie)
- 2024 – Smärtpunkten (TV-serie) (TV-serie)

### Regi
- 1996 – Dessa dagar
- 2001 – Brudlopp